# Oucmanice
Oucmanice (Alemão: Rucmanitz) é uma comuna checa localizada na região de Pardubice, distrito de Ústí nad Orlicí.